# The Final Album
The Final Album – ostatni, pożegnalny album niemieckiego zespołu Modern Talking, wydany 23 czerwca 2003 roku przez wytwórnię BMG. Zawiera wszystkie single grupy z lat 1984–2003.

## Lista utworów
CD (82876 54552 2) (BMG)	23.06.2003
| Nr  | Tytuł                                 | Album                    | Długość |
| --- | ------------------------------------- | ------------------------ | ------- |
| 1.  | You’re My Heart, You’re My Soul       | The 1st Album            | 3:15    |
| 2.  | You Can Win If You Want               | The 1st Album            | 3:46    |
| 3.  | Cheri Cheri Lady                      | Let’s Talk About Love    | 3:45    |
| 4.  | Brother Louie                         | Ready for Romance        | 3:41    |
| 5.  | Atlantis Is Calling (S.O.S. for Love) | Ready for Romance        | 3:48    |
| 6.  | Geronimo’s Cadillac                   | In the Middle of Nowhere | 3:16    |
| 7.  | Give Me Peace on Earth                | In the Middle of Nowhere | 4:12    |
| 8.  | Jet Airliner                          | Romantic Warriors        | 4:21    |
| 9.  | In 100 Years                          | In the Garden of Venus   | 3:57    |
| 10. | You’re My Heart, You’re My Soul ’98   | Back for Good            | 3:49    |
| 11. | Brother Louie ’98                     | Back for Good            | 3:35    |
| 12. | You Are Not Alone                     | Alone                    | 3:23    |
| 13. | Sexy Sexy Lover                       | Alone                    | 3:33    |
| 14. | China In Her Eyes                     | Year of the Dragon       | 3:09    |
| 15. | Don’t Take Away My Heart              | Year of the Dragon       | 3:54    |
| 16. | Win the Race                          | America                  | 3:35    |
| 17. | Last Exit to Brooklyn                 | America                  | 3:16    |
| 18. | Ready for the Victory                 | Victory                  | 3:31    |
| 19. | Juliet                                | Victory                  | 3:37    |
| 20. | TV Makes the Superstar                | Universe                 | 3:44    |

## Listy przebojów (2003)
| Państwo    | Najwyższe miejsce |
| ---------- | ----------------- |
| Austria    | 39                |
| Czechy     | 77                |
| Malta      | 2                 |
| Niemcy     | 3                 |
| Polska     | 40                |
| RPA        | 1                 |
| Szwajcaria | 53                |
| Węgry      | 18                |

## DVD
Ponadto na płycie DVD znajdują się także:
- teledyski do wszystkich utworów wraz z tekstami
- dokument o historii Modern Talking
- biografia i dyskografia zespołu
- 5 wersji karaoke największych przebojów

## Twórcy
- Muzyka: Dieter Bohlen
- Autor tekstów: Dieter Bohlen
- Wokalista: Thomas Anders
- Producent: Dieter Bohlen
- Aranżacja: Dieter Bohlen
- Współprodukcja: Luis Rodriguez (1,6,7,8,9,10), Axel Breitung (18), Thorsten Brötzmann (19,20)